# Oberea scutellaroides
Oberea scutellaroides là một loài bọ cánh cứng trong họ Cerambycidae.